# Мала Кільмезь-Бія
Мала Кільме́зь-Бія́ (рос. Малая Кильмезь-Бия) — присілок у складі Селтинського району Удмуртії, Росія.

## Населення
Населення — 43 особи (2010; 55 в 2002).
Національний склад станом на 2002 рік:
- удмурти — 96 %

## Урбаноніми[3]
- вулиці — Праці